# كريس سكوت (لاعب كريكت بريطاني)
كريس سكوت (23 يناير 1964 - ) (بالإنجليزية: Chris Scott)‏ هو لاعب كريكت بريطاني.

## وصلات خارجية
- كريس سكوت على موقع إي آس بي آن كريك إنفو (الإنجليزية)